# Яска Раатікайнен
Яска Раатікайнен (повне ім'я — Яска Ілмарі Раатікайнен (фін. Jaska Ilmari Raatikainen) — барабанщик та один із засновників відомого фінського метал-гурту Children of Bodom. Народився 18 липня 1979 року у місті Еспоо, Фінляндія.
|  | Це незавершена стаття про музиканта або музикантку. Ви можете допомогти проєкту, виправивши або дописавши її. |

1. ↑  https://www.inferno.fi/uutiset/children-of-bodomin-jaska-raatikainen-liittyi-swallow-the-sun-ja-rytmihairio-miesten-uuteen-bandiin/